# Hôpital Vaugirard-Gabriel-Pallez

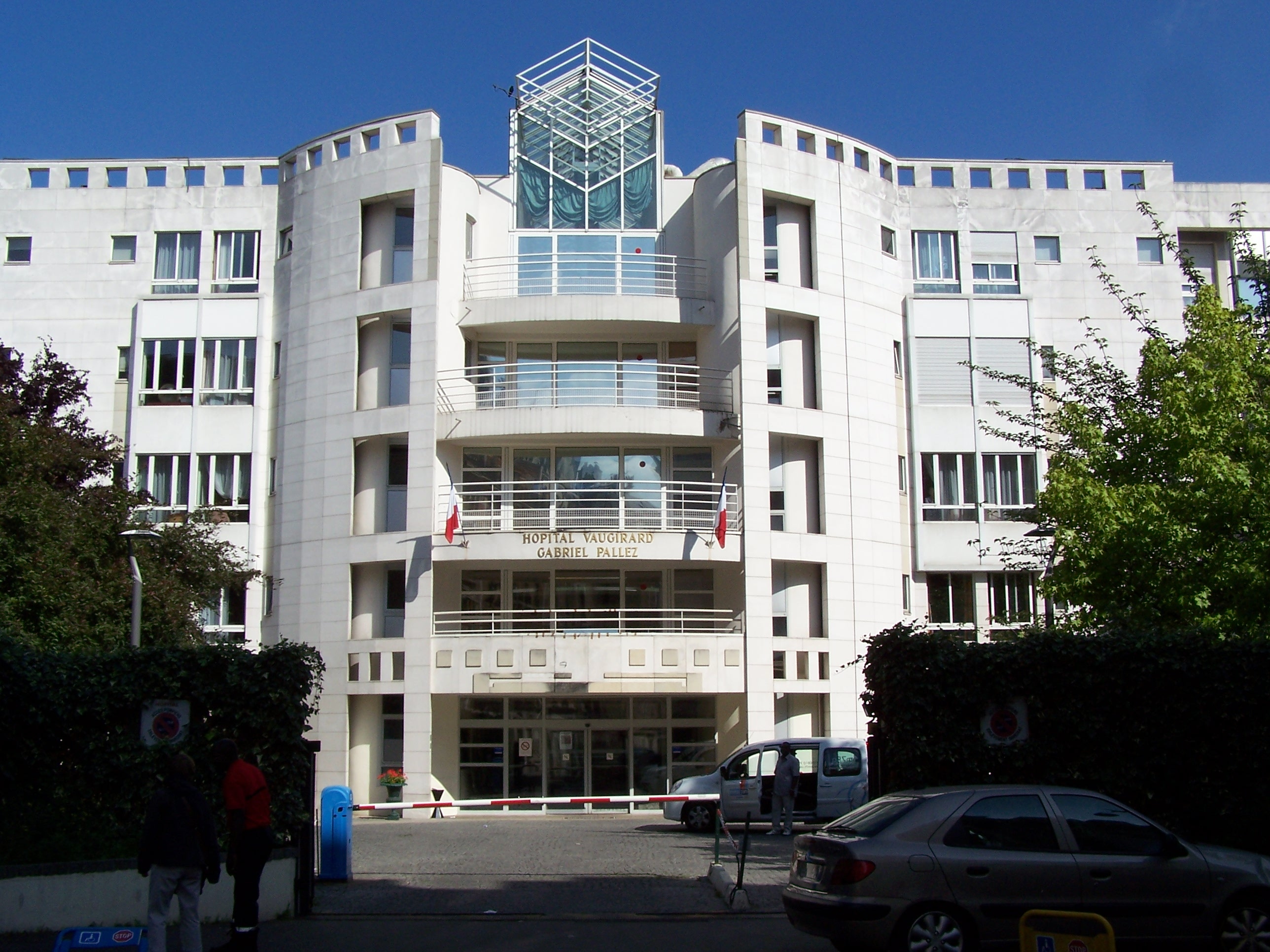
Hôpital Vaugirard-Gabriel-Pallez

Das Hôpital Vaugirard-Gabriel-Pallez ist ein geriatrisches Krankenhaus mit 315 Betten der Assistance publique – Hôpitaux de Paris (AP-HP) in der 10, Rue Vaugelas im 15. Arrondissement von Paris. Es grenzt an den Jardin de l’Hôpital-de-Vaugirard.
Sein Name stammt von dem Anwesen Vaugirard, das der Universität von Paris gehörte und auf dem die brasilianische Regierung während des Ersten Weltkriegs ein Militärkrankenhaus organisierte, sowie von dem Unternehmer Gabriel Pallez.